# Psychotria gabonica
Psychotria gabonica är en måreväxtart som beskrevs av William Philip Hiern. Psychotria gabonica ingår i släktet Psychotria och familjen måreväxter. Inga underarter finns listade i Catalogue of Life.